# Cromosoma artificial humano
Los cromosomas artificiales humanos, también conocidos por su acrónimo en inglés HAC _Human artificial chromosome_ son vectores de transferencia para grandes fragmentos de ADN. Están en desarrollo desde la década de 1990, tras el éxito de los cromosomas artificiales de levadura YAC y, más recientemente, bacterianos BAC y P1 PAC. YAC y PAC se utilizan para clonar grandes loci genómicos incluidas las regiones reguladoras, y se han utilizado para generar mapas físicos del genoma humano, identificar genes de enfermedades por clonación posicional, y para generar ratones transgénicos para los estudios de expresión génica.

## Función de los cromosomas artificiales humanos
Los HAC son vectores de transferencia de genes que se comportan y se construyen como los cromosomas humanos normales. Se replican, segregan de manera estable y usan los componentes funcionales de la célula humana, evitando así los problemas de integración en el genoma del huésped, por tanto, pueden introducirse en otras células humanas sin problema. Resultan muy útiles para estudiar la expresión y entender la función de los cromosomas, ya que ofrecen la posibilidad de expresar grandes fragmentos de ADN humano en otros modelos animales.
La combinación de fragmentos de cromosomas o los cromosomas artificiales humanos por transferencia mediada por microcélulas ha facilitado el mapeo de genes humanos y de diversos estudios genéticos. La reciente aparición de la ingeniería de tejidos madre basada en células ha abierto nuevas vías para las terapias génicas y celulares. Ahora la tarea es el desarrollo de vectores seguros y eficaces que puedan introducir genes terapéuticos en células madre y mantener la expresión reguladora específica a largo plazo de estos genes. Aunque sigue siendo necesario mejorar la eficiencia de la transferencia, los HACs poseen varias características que se requieren para un buen vector de terapia génica, incluido el mantenimiento estable episomal y la capacidad de inserción de genes de gran tamaño. Además, los HACs también pueden portar loci genómicos con elementos reguladores, que permiten la expresión de transgenes en un entorno genético similar al cromosoma natural.

## Construcción de los cromosomas artificiales humanos
A la hora de crear los HAC, el trabajo se ha centrado en la determinación de los requisitos para su formación. Lo más importante, en la definición de las secuencias de los HAC, es la función del centrómero y la identificación funcional del cinetocoro. Se ha definido como α SATÉLITE o ALPHOIDDNA al principal elemento funcional del centrómero en humanos. Así como se ha determinado el tamaño mínimo de la matriz alfoide compatible con un centrómero funcional.
Los HAC son minicromosomas exógenos creados artificialmente, la mayoría se generan por dos enfoques diferentes, ya sea "un enfoque de arriba hacia abajo" (ingeniería de cromosomas, fragmentación de un cromosoma natural), o "un enfoque de abajo hacia arriba" (creación de novo del cromosoma artificial).

### Fragmentación de un cromosoma natural
El primer enfoque, desarrollado en 1991, fue la fragmentación de cromosomas asociados a telómeros _TACF_ o telómeros hombro dirigido _TDT_. Esta técnica implica la fragmentación sucesiva de un cromosoma humano específico de acogida en pequeños minicromosomas, utilizando un vector de orientación que abarca una segmento terminal de los telómeros, un marcador genético, y, a veces una región de homología con el cromosoma objetivo. Los minicromosomas resultantes segregan de forma autónoma normalmente. Este método ha tenido éxito en la fragmentación de los cromosomas humanos X e Y. Con este enfoque también se indicó que son necesarias un mínimo de 100 kb de ADN alfoide para la estabilidad en cromosomas humanos.
Los HACs también puede construirse mediante técnicas de fragmentación de los telómeros de un cromosoma en líneas celulares de pollo hiper-recombinogenicas, DT40, aunque la eficiencia es similar a los HACs de creación de novo, es un problema que necesita resolverse. Con este enfoque se pueden generar mini-cromosomas lineales estables, que varían en tamaño desde 0,5 hasta 10 Mb. Estos mini-cromosomas mantienen un centrómero normal y estable durante la mitosis en las células humanas sólo con reordenamientos menores. Sin embargo, estos HACs requieren un sitio de clonación para insertar genes exógenos.
Para construir este tipo de vectores, un contenido sustancial del brazo p y el q de un cromosoma humano va disminuyéndose a través de dos rondas de truncamiento telomérico en dicho cromosoma. A continuación, una secuencia loxP única _una secuencia diana para la recombinación homóloga de la recombinasa Cre_ con un gen neo sin el promotor se introduce al brazo q. Por lo tanto, al menos en teoría, cualquier DNA circular (BAC,  PAC, o YAC circular) con un sitio loxP y un promotor puede restaurar la expresión génica mediada por neo-Cre mediante la inserción en el sitio loxP específico del HACs. Esta técnica se experimentó en el cromosoma 21 humano, creando un vector HAC de 4,5 Mb de tamaño, con tres características útiles para ser un buen vector génico:
- Una arquitectura genética bien definida.
- Es independiente de los cromosomas de acogida.
- Su mitosis es estable en las células somáticas y las células de ratón.

En el sitio loxP se pueden introducir una o varias copias de un gen de interés. 

### Síntesisde novo
Consiste en generar cromosomas artificiales mediante la introducción de clonado centromérico y telomérico en células humanas en cultivo.
El propósito inicial de generar HAC de novo es mejorar la comprensión de los requisitos de la estructura del cromosoma y su función, en particular el papel del centrómero. El centrómero es una compleja estructura cromosómica que proporciona una función mecánica para el cromosoma, ya que sirve como un sitio para el montaje de la separación de los cromosomas mediada por los microtúbulos del cinetocoro durante la división celular.
El montaje de-novo del HAC fue desarrollado en 1997 por Willard y su grupo de trabajo. Una combinación de ADN humano sintético α-satélite, ADN humano telomérico generado por la reacción en cadena de la polimerasa (PCR), y ADN genómico humano al azar se introdujo en células de fibrosarcoma humanas HT1080 para montar un cromosoma artificial humano lineal exógeno. Posteriormente, otros grupos también han reportado la generación exitosa de HACs de novo utilizando células HT1080, consiguiendo el precursor de la transfección de ADN humano α-satélite y los telómeros clonados de forma lineal en YACs, o de forma circular en cromosoma artifcial bacteriano _BAC_ o fago P1 _PAC_. 
En la mayoría de los casos, los HACs generados de-novo son circulares, con un rango de 1 a 10 Mb de tamaño, y se ha demostrado que son mitóticamente estables. También se han desarrollado otros sistemas para crear rápidamente cromosomas artificiales humanos basados en cromosomas artificiales bacterianos utilizando un sistema de recombinación del bacteriófago λ, o usando un transposón Tn5 bacteriano modificado. La utilización invasiva del sistema de Escherichia coli también puede facilitar la formación de cromosomas artificiales humanos de-novo.

#### Limitaciones de la síntesisde novo
Hay varios factores limitan la aplicación de los HACs creados de-novo como vectores de genes. 
- En primer lugar, el problema más crítico es su estructura y la relación impredecible entre el ADN de entrada y el HAC resultante, especialmente en términos de su tamaño y composición. Estos HACs varían en tamaño, desde 1 hasta 10 Mb, lo que sugiere que las reorganizaciones y amplificaciones del complejo se producen durante el proceso de formación de mini-cromosoma.
- En segundo lugar, el ADN de entrada podría integrarse en el genoma del huésped.
- En tercer lugar, la formación de HACs ha tenido éxito en limitadas líneas celulares humanas, como las células de fibrosarcoma HT1080.

## Usos de los cromosomas artificiales humanos
Uno de los usos principales de los cromosomas artificiales humanos por su potencialidad como vectores de expresión genética son los tratamientos de terapia génica. El análisis de la expresión espacial y temporal adecuada del HAC en ratones transgénicos indican la capacidad de estos vectores para su uso en terapia génica somática.

### Uso deHACscomo vectores de transferencia
Una solución a las cuestiones planteadas por el uso de sistema de vectores virales disponibles en la actualidad es el uso de cromosomas artificiales humanos (HAC), porque se replican y segregan independientemente en el genoma del huésped como cromosomas naturales. 
Los HACs pueden imitar fielmente el patrón normal de la expresión génica, ya que pueden contener loci genómicos completos, incluyendo elementos de regulación corriente arriba y corriente abajo. Además, a causa de su existencia episomal, muchas complicaciones, tales como el silenciamiento de genes terapéuticos u oncogénesis derivadas de la integración en sitios desfavorables, pueden reducirse al mínimo.
Tienen un uso potencial para tratar enfermedades producidas por deficiencias génicas, como la diabetes insulinodependiente, creando HAC que porten el transgén de la proinsulina y hagan que la célula del humano adulto pueda generar su propia insulina.

### Otros posibles usos de losHACs
Pueden usarse para mantener la corrección a largo plazo de los genes defectuosos debido a que estos vectores son estables a lo largo de muchas divisiones celulares, por lo menos en las células humanas.
También pueden ser capaces de complementar los fenotipos mutantes e inactivar genes en modelos de ratón.